# Palazzi di Genova
El Palazzi di Genova és un llibre publicat a Anvers l'any 1622, escrit i il·lustrat per Peter Paul Rubens, que descriu els palaus de Gènova del Cinquecento, en un recull de gravats amb 72 planxes. S'hi afegí un segon volum amb 67 planxes més el mateix any, i se solen reimprimir junts. Tanmateix, les il·lustracions de la segona part se solen considerar no fetes pas per Rubens. És l'únic llibre que Rubens publicà ell mateix (va proporcionar il·lustracions per a altres llibres).
El primer volum contenia plànols, façanes i vistes de 12 palaus genovesos, i el segon llibre contenia altres 19 palaus i 4 esglésies, amb molts dels Palazzi dei Rolli. Rubens era un admirador de l'arquitectura d'Itàlia, com va demostrar en fer la seua pròpia casa, el Rubenshuis d'Anvers. L'estil genovés, creat per arquitectes com ara Galeazzo Alessi, es feu molt popular, i es va distribuir pel nord d'Europa gràcies, en part, al llibre de Rubens, com ara l'Hôtel de Ville, de Lió.

## Descripció

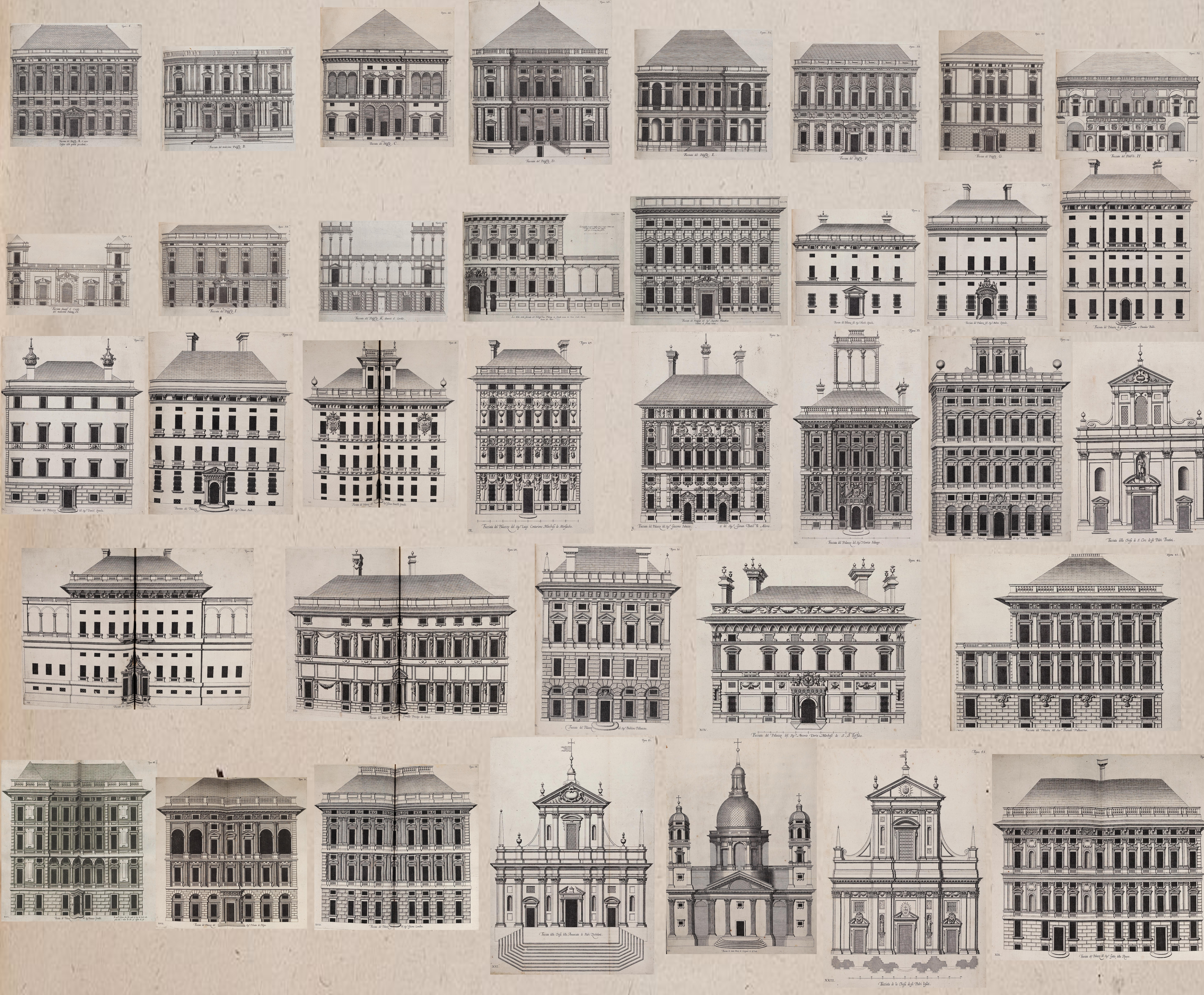
Els palaus representats

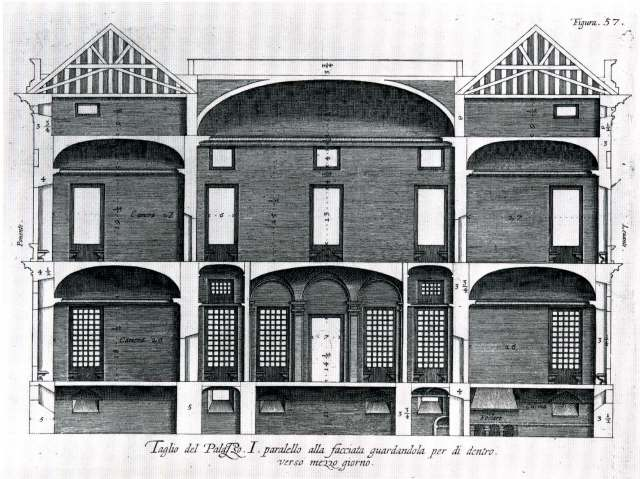
Planxa 57 del primer volum de Palazzi di Genova, 1622

Es tracta de l'antologia de les residències més belles de la ciutat de Gènova, sobrenomenada llavors "la Superba". Pintor de cort de Vicente Gonzaga de Màntua al començament del XVII, Rubens aprofità una estada estival, el 1607, en la residència del duc, per a alçar (o comprar) els plànols i les façanes d'alguns palaus que donaven esplendor arquitectònica a la ciutat. També va iniciar els arquitectes d'Anvers en el barroc i el manierisme genovés, com testimonia la seua residència anomenada Rubenshuis i l'església de Sant Carles Borromeo.
L'obra es dividia en dues parts amb un format de 435 per 335 mm; la primera contenia 72 gravats de plànols, seccions i alçats d'edificis, i el segon volum aplegava 67 gravats d'edificis, amb nou planxes dedicades a edificis religiosos.
La segona edició de l'obra, publicada el 1652, la primera després de mort Rubens, fou editada per Jan Van Meurs a Anvers: hi afegeix nous palaus (alguns dels quals no serien fets per l'autor) en classificar les planxes sota dos frontispicis diferents anomenats Palazzi antichi la primera part i Palazzi moderni la segona. Meurs en publicà una edició el 1663. Una quarta edició, la publicarà Cornelius Verdussen, també a Anvers, el 1708.
Així com en altres tractats d'arquitectura coetanis, com els de Vincenzo Scamozzi i Joseph Furttenbach, aquest recull de dibuixos contribuí a la difusió d'un model arquitectònic (la innovació en l'organització espacial de volums), i d'una cultura residencial que havia atret artistes famosos i viatgers il·lustres.
Cada edifici dibuixat (plànols i alçat) té el mateix número de planxa inscrit en xifres romanes, mentre que la paginació es realitza amb figures, de la 1 a la 72 per al primer volum, i de la 1 a la 67 per al segon. Les il·lustracions estan a escala de la palma genovesa, que és igual a 24,8 cm.
Un exemplar del 1622 de Palazzi di Genova s'exposà del 22 de maig al 23 de setembre del 2013 en l'exposició temporal L'Europa de Rubens del Museu Louvre-Lens en el catàleg d'exposició 75. Es conserva en la Biblioteca Nacional de França.

## Història de la publicació
- 1622: primera edició, cap editor esmentat.
- 1652, 1663: reimprés dues vegades per Giacomo Meursio (o Jacob van Meurs), Anvers, amb el títol Palazzi Antichi di Genova; un altre volum, no fet per Rubens, s'hi va afegir amb el títol Palazzi Moderni di Genova.
- 1708: reimprés per Hendrik i Cornelis Verdussen, Anvers.
- 1755: reimprés per Arkstée i Merkus, Amsterdam i Leipzig, Amsterdam i Leipzig, amb una introducció en francés.
- 1924: reimprés per Der Zirkel as volume 3 in the Bibliothek Alter Meister der Baukunst, amb una introducció en alemany.
- 1968: reimprés per Benjamin Blom, Nova York, amb introducció en anglés.
- 2002: reimprés, amb comentari, en el Corpus Rubenianum Ludwig Burchard.